# Coleophora toxotis
Coleophora toxotis é uma espécie de mariposa do gênero Coleophora pertencente à família Coleophoridae.